# Swarfega
Swarfega ( /swɔːrˈfiːgə/) es una marca de limpiador de manos de alta resistencia fabricada por Deb Limited, una empresa británica con sede en Denby, Derbyshire. Se utiliza en ingeniería, construcción y otros oficios manuales, como trabajo en imprentas.

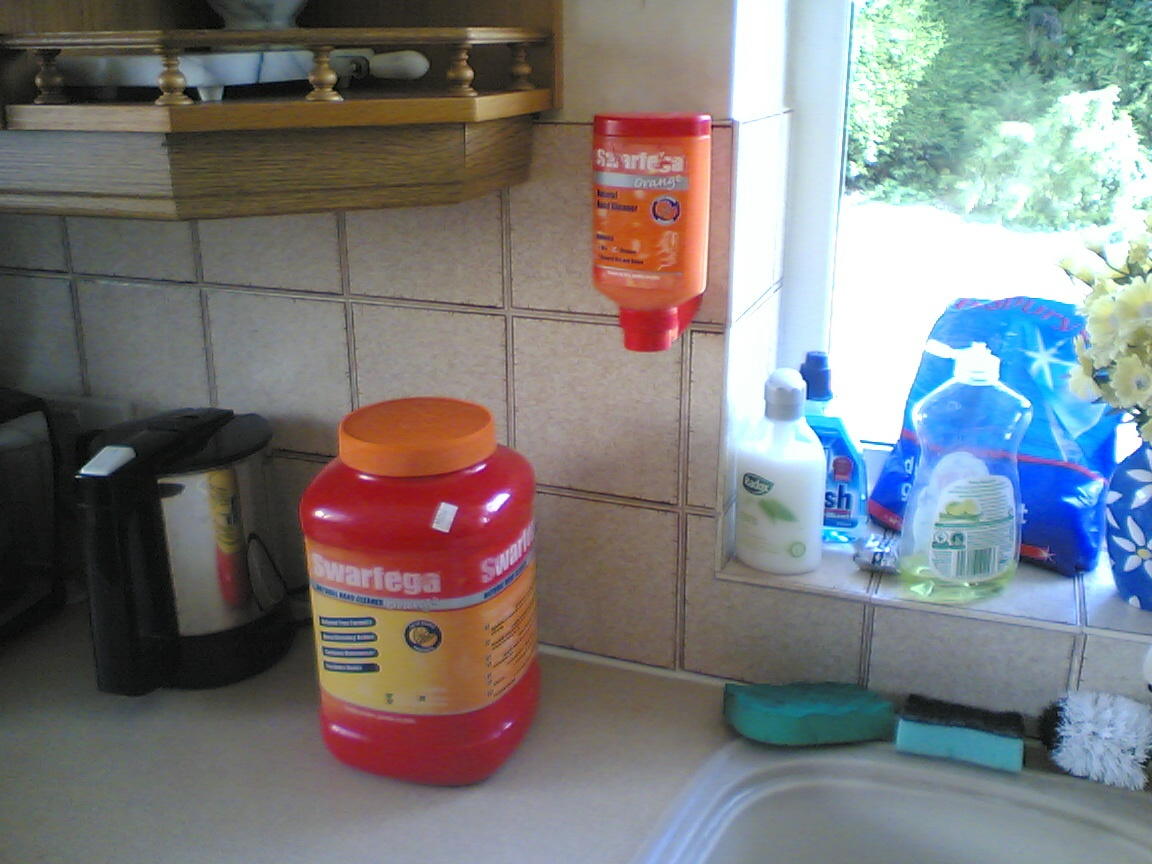
Swarfega - limpiador de manos para trabajo pesado.

Es una sustancia tixotrópica gelatinosa de color verde oscuro que se utiliza para limpiar grasa, aceite, tinta de imprenta o suciedad hidrófoba persistente en general de la piel. Swarfega se usa aplicando una pequeña cantidad sobre la piel seca y luego limpiando o enjuagando. Como ocurre con otros limpiadores de este tipo, puede ser más eficaz que el jabón u otros productos de limpieza comunes para eliminar estos tipos de suciedad; en consecuencia, Swarfega se ha vuelto prácticamente omnipresente en entornos donde este tipo de suciedad es común, como talleres mecánicos.

## Historia
Swarfega fue inventado en 1947 por Audley Bowdler Williamson, un químico industrial de Heanor, Derbyshire, Reino Unido. En 1941 fundó una empresa productora de detergentes, Deb Silkware Protection Ltd., con sede en Belper, para producir una fórmula para prolongar la vida útil de las medias de seda. El nombre deriva de "debutante", para significar la novedad de la empresa y sus productos. La introducción de las medias de nailon amenazaba con volverlos superfluos; sin embargo, se dice que Williamson se dio cuenta de que los mecánicos ya habían encontrado útil a su producto para lavarse las manos. El producto fue reformulado y comercializado como Swarfega, convirtiéndose en el principal producto de la empresa. Antes de Swarfega, los mecánicos utilizaban una variedad de limpiadores caseros fuertes, como queroseno, arena y gasolina. Estos eliminaban los aceites naturales de la piel, lo que provocaba una piel seca y agrietada y el riesgo de dermatitis ocupacional. La eficacia de Swarfega se debe a los ingredientes hidrófobos, incluidos los alcanos y cicloalcanos de cadena media (C9-C16); en combinación con un emulsionante (Trideceth-5 en las formulaciones actuales), son más adecuados para solubilizar aceite y grasa que un detergente solo.
En el Reino Unido, la palabra "Swarfega" a veces se utiliza como término genérico para todos los limpiadores similares, especialmente si tienen el mismo aspecto gelatinoso verde que el Swarfega genuino. El nombre deriva de "swarf" (viruta), una palabra de Derbyshire para aceite y grasa, y "ega", como "ansioso por limpiar". "Virutas" ahora se refiere comúnmente a las virutas de metal que resultan de las operaciones de trabajo de metales. La palabra no significaba originalmente aceite o grasa como Deb afirmaba, sino más bien el material de desecho de una muela (o material similar resultante del desgaste en una máquina). Este material sería una mezcla húmeda o aceitosa de arenilla raspada de la rueda y limaduras de la pieza de trabajo.
Deb amplió su gama de productos y durante mucho tiempo ha ofrecido una gama de productos relacionados con ingredientes de detergentes o vendidos a los mismos comercios mecánicos. Muchos de estos, como Jizer, un desengrasante que se enjuaga con agua que se usa para lavar piezas mecánicas en lugar de componentes mecánicos, definieron por primera vez el mercado original para un nuevo producto que ahora se ha convertido en algo común.
El 3 de marzo de 2010 se informó que el fabricante de Swarfega se había vendido a una empresa de inversión por 325 millones de libras esterlinas.
En 2015, Deb Group Ltd. fue adquirida por SCJohnson.

## Productos de la competencia
Swarfega ha perdido la ubicuidad que alguna vez tuvo. En la actualidad hay muchos productos similares en el mercado, como tales como Rozalex Two Fives y Rozalex Gauntlet. Deb incluso ha reposicionado sus propias marcas "Suprega" y "Tufanega" para uso industrial. Este tiene un color naranja, destacando sus orígenes "naturales" y sus ingredientes de aceite cítrico. Un producto similar de color naranja llamado "Dirty Paws" se comercializó en el Reino Unido en la década de 1950 pero ya no está disponible.